# بهدتی
بهدتی (به انگلیسی: Behdety) از ایزدان مصر باستان و از خانواده اوزیریس به‌شمار می‌رود. هوربهدتی یا " او که اهل بهدت است "، نام دیگر " هوروس بزرگ آسمانی" است. او را در بهدت، ناحیه‌ای در ادفوی باستانی، می‌پرستیدند. یونانیان او را " آپولینوپولیس ماگنا" می‌خواندند و آپولن را همچون خداوندگار این پرستشگاه برشمردند.
بهدتی را معمولاً به گونهٔ قرص خورشیدی بال دار تصویر کرده‌اند. پیروان او دوست داشتند تندیسی از او فراز دروازه‌های پرستش گاه بسازند. او اغلب در صحنه‌های جنگ ظاهر می‌شود و همچون شاهین عظیمی با بال‌های گشوده، فراز سر فرعون به چشم می‌خورد و در چنگال‌هایش مگس‌پران اسرارآمیزی و حلقه‌ای را نگه می‌دارد که نماد جاودانگی است.
نقش برجسته‌های پرستشگاه ادفو او را همچون ایزدی با سر شاهین نشان می‌دهند که علیه ست وارد جنگ شده و سپاهیان رع - هرخت را رهبری می‌کند.